# Александровка (Лузький район)
Александровка (рос. Александровка) — присілок у Лузькому районі Ленінградської області Російської Федерації.
Населення становить 16  осіб. Належить до муніципального утворення Скребловське сільське поселення.

## Історія
Згідно із законом від 28 вересня 2004 року № 65-оз належить до муніципального утворення Скребловське сільське поселення.

## Населення
| 1928 | 2007 | 2010 |
| ---- | ---- | ---- |
| 134  | ↘8   | ↗16  |